# سیارک ۱۰۹۷۹
سیارک ۱۰۹۷۹ (به انگلیسی: 10979 Fristephenson، نامگذاری:4171T-2) ده هزار و نهصد و هفتاد و نهمین سیارک کشف شده‌است که در ۲۹ سپتامبر ۱۹۷۳ کشف شد.
قدر مطلق سیارک برابر ۱۲.۹ است.